# Wippe (Soest)

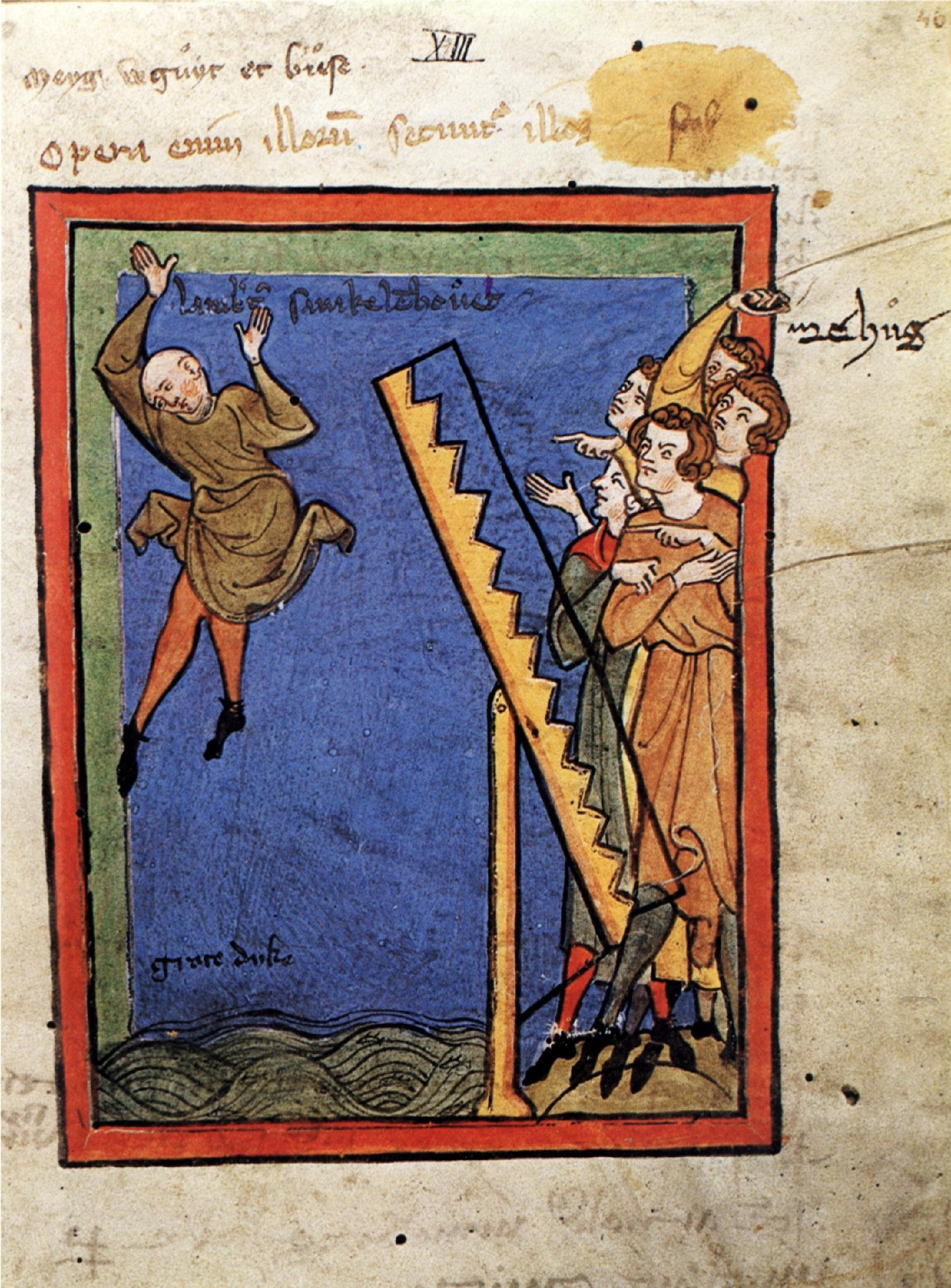
Darstellung der Wippstrafe aus dem Nequambuch

Die Soester Wippe war ein Gerät zur Bestrafung von Garten- und Felddieben. Sie wurde in der Stadt vom 14. bis, in abgewandelter Form, ins 18. Jahrhundert (1780) genutzt.

## Verwendung und Konstruktion
Es handelte sich um eine Art Treppe, die wie eine Wippe kippte, sobald der Malefikant den Angelpunkt überschritt. Da sich die Wippe direkt am Ufer des Großen Teiches befand, fiel der zu Bestrafende, sobald er durch das Kippen der Wippe sein Gleichgewicht verlor, ins Wasser. Das Nequambuch (vor 1422) stellt auf seiner dreizehnten Miniatur diese Ehrenstrafe sehr anschaulich dar: Der kahlgeschorene Kandidat, der als Lambertus Sanikelenhovet bezeichnet ist, fliegt, von den Stockknechten hochgeschleudert, über den „Großen Teich“ und wird sich bald unter dem Gespött der Zuschauer ans Ufer retten müssen. Unten links in der Abbildung findet sich die erste nachgewiesene Erwähnung des Großen Teichs in Soest als „Grote Dyke“.

## Die Wippe im Rahmen des Schützenfestes der Soester Bürgerschützen

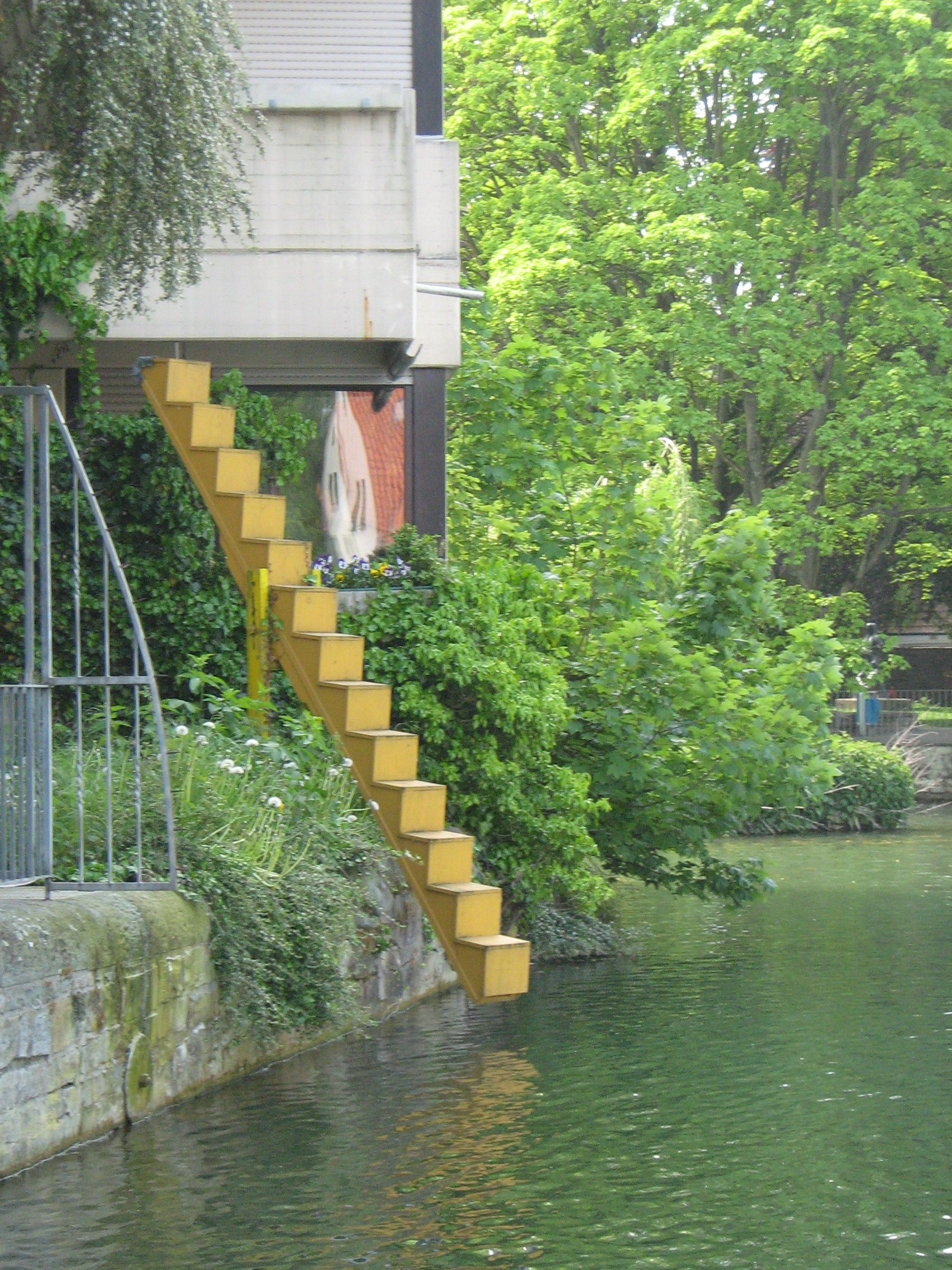
Die heutige Wippe am „Großen Teich“

Das Soester Bürgerschützenfest findet immer am ersten Samstag nach Johanni (24. Juni) statt. Am darauffolgenden Dienstag folgt traditionsgemäß das „Wippen in den großen Teich“. Hierbei werden bekannte Soester Bürger und ein Schützenbruder als die Malefikanten in den Teich gewippt.

## Belege
1. 1 2   Wolfgang Schild: Die Geschichte der Gerichtsbarkeit. Verlag Georg D. W. Callwey, München 1980. (Lizenz für: Nikol Verlagsgesellschaft, Hamburg 1997 S. 196.)
2. ↑  Besondere Archivalien. (Memento vom 2. April 2009 im Internet Archive) Auf: soest.de   aufgerufen am 7. September 2012.
3. ↑  Gewährsauskunft Hubertus Schwartz: Die Straßennamen der Stadt Soest. Stand vom 1. April 1966, Soest 1966.
4. ↑  Wippen in den Großen Teich, Veranstaltungsankündigung vom 25. Juni 2019, abgerufen am 22. Juni 2024